# Nigidius medimniensis
Nigidius medimniensis là một loài bọ cánh cứng trong họ Lucanidae. Loài này được Séguy mô tả khoa học năm 1953.